# أخدرية أزغبة الثمار
أخدرية أزغبة الثمار (الاسم العلمي: Oenothera lasiocarpa) هو نوع نباتي يتبع جنس الأخدرية من الفصيلة الأخدرية.